# Arshak Fetvadjian
Arshak Fetvadjian (in armeno Արշակ Աբրահամի Ֆեթվաճյան?) (Trebisonda, 1º ottobre 1866 – Medford, Massachusetts, 7 ottobre 1947) è stato un artista, pittore e grafico armeno.
È noto soprattutto per i suoi acquerelli dei monumenti architettonici della città armena medievale di Ani e per aver disegnato la valuta e i francobolli della Prima Repubblica di Armenia (1918-1920). Come risultato di oltre 20 anni dedicati all'arte, Fetvadjian ha prodotto non meno di 2.000 opere, variando dai disegni a matita agli acquerelli, che raffiguravano chiese, monasteri, cappelle e palazzi storicamente significativi. Un numero considerevole delle sue opere riguardavano anche ritratti di armeni all'inizio del XX secolo.

## Biografia
Fetvadjian nacque a Trebisonda nel 1866, nell'allora Impero ottomano. Frequentò un istituto d'arte nazionale nella sua città natale e continuò i suoi studi presso la Scuola statale di belle arti (Accademia imperiale d'arte) nella capitale a Costantinopoli, che era stata aperta solo da poco tempo da uno scultore armeno di nome Yervand Voskan. Fetvadjian si laureò all'Accademia nel 1887 e proseguì gli studi superiori all'estero: partì per Roma e fu ammesso all'Accademia d'Arte di San Luca, dove fu preso sotto l'ala protettrice del pittore e scultore italiano Cesare Maccari. Fu membro della Congregazione Armena Mechitarista di San Lazzaro, a Venezia. In questo periodo dipinse anche monumenti architettonici dell'antica Roma e scene legate a Venezia.
Il talento artistico di Fetvadjian venne messo in luce al pubblico quando partecipò alla mostra nazionale d'arte italiana nel 1891. I suoi studi lo avrebbero poi portato a Vienna (1891-1895) e a San Pietroburgo. In Russia, partecipò a mostre d'arte ed entrò a far parte della Società degli artisti russi. Per tutto l'inizio del XX secolo, continuò a tenere mostre e le sue opere furono esposte al Louvre (1919, 1920) e al Victoria and Albert Museum.

## Lavori

### Acquerelli di Ani
Dopo che Fetvadjian completò i suoi studi in Europa, si recò nell'Armenia russa e organizzò diverse mostre d'arte esponendo i suoi lavori nelle principali città della Transcaucasia come Batum, Tiflis e Baku. All'inizio del 1900, Fetvadjian ebbe l'opportunità di partecipare agli scavi guidati dall'archeologo russo Nikolaj Marr della capitale armena medievale di Ani, una città che vantava alcuni dei più eccezionali esempi di architettura armena dell'Alto Medioevo. Alcune delle sue opere più memorabili provengono dagli acquerelli delle cappelle, dei palazzi, delle chiese e dei monasteri di Ani che sono "raffigurazioni reali e letterali degli edifici".

### Caucaso

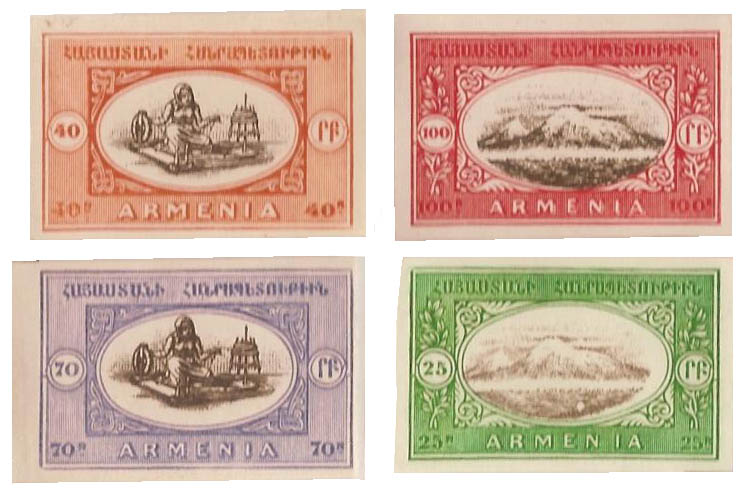
Alcuni dei francobolli che Fetvadjian disegnò per la Prima Repubblica di Armenia.

Oltre ai monumenti storici di Ani, i dipinti di Fetvadjian documentano anche altri monumenti culturali armeni del Caucaso (ad esempio, la "Basilica di Tekor" a Kars), la vita e il paesaggio naturale dell'Armenia (ad esempio, "Posta Orientale", "Monte Aragats," "Lago Sevan") e ritratti di armeni e altri popoli etnici. Essendo uno dei primi artisti a rappresentare il genocidio armeno nell'arte, uno dei dipinti più famosi di Fetvajian è il "Sasuntsi Kin" ("La donna di Sasun"). Il dipinto mostra una donna che allatta il proprio figlio, un fucile in mano, con il bambino nel dipinto che rappresenta l'Armenia.

### Banconote e francobolli

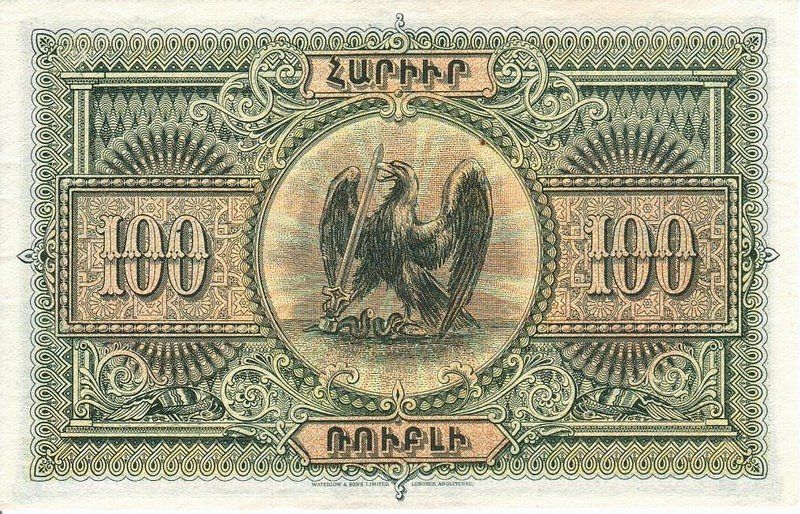
Banconota da 100 rubli disegnata per la Prima Repubblica di Armenia da Fetvadjian.

Dopo la creazione della Prima Repubblica di Armenia nel 1918, i membri del Ministero delle Finanze del paese incaricarono Fetvadjian di elaborare la nuova moneta (in sostituzione del rublo russo) e i francobolli per il nascente Stato armeno. La stampa fu condotta in Europa e alcuni dei disegni di Fetvadjian presentavano motivi animali che si trovavano sulle decorazioni di Ani. Proprio mentre le banconote venivano stampate a Parigi, la Russia sovietica stava completando la conquista della repubblica e nel dicembre 1920 lo stato armeno fu alla fine assorbito dai sovietici. Le banconote non furono mai messe in circolazione.

## Eredità
Con la caduta della repubblica, Fetvadjian si trasferì negli Stati Uniti nel 1922 e visse lì per il resto dei suoi anni. Continuò a dipingere e fu inserito nelle società artistiche delle università di Harvard, Columbia e Chicago. Morì a Medford, Massachusetts nel 1947. Sebbene contattato da diverse prestigiose università americane per rendere pubbliche le sue opere, Fetvadjian alla fine donò tutti i suoi dipinti e disegni alla Galleria nazionale della Repubblica Socialista Sovietica Armena.
Le opere di Fetvadjian erano molto apprezzate per aver preservato la memoria visiva delle opere d'arte armene che altrimenti sarebbero andate perdute per sempre durante gli anni turbolenti successivi alla fine dell'Impero russo. Lo storico armeno Vahan Kurkjian dà credito a questa convinzione, affermando che molte preziose reliquie dell'arte e dell'architettura armena dal VI al XIII secolo, che erano sfuggite alle incurie del tempo, andarono distrutte durante le ultime incursioni del 1917-1921, e alla fine sarebbero state dimenticate se non fosse stato per i dipinti meticolosamente esatti di Fetvadjian.
I suoi resti furono sepolti nella capitale Erevan.

## Galleria d'immagini

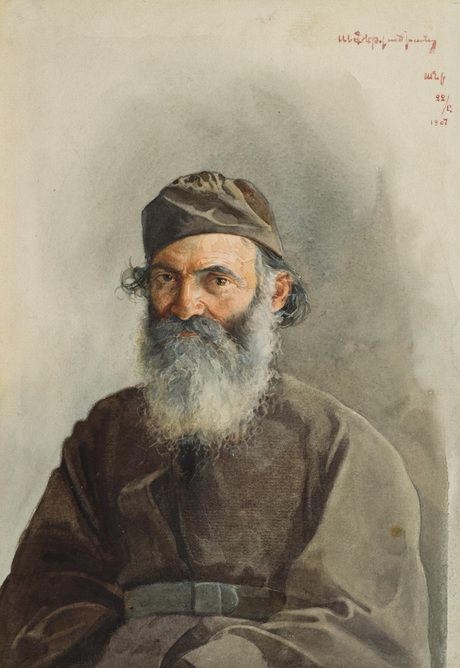
Ritratto di Mikayel Vartabed (1907)
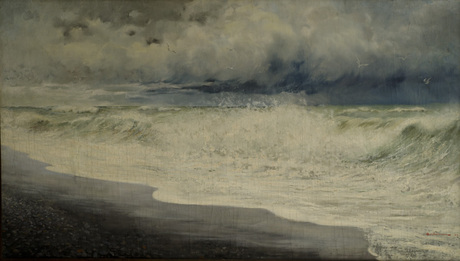
Onda di mare (1903)
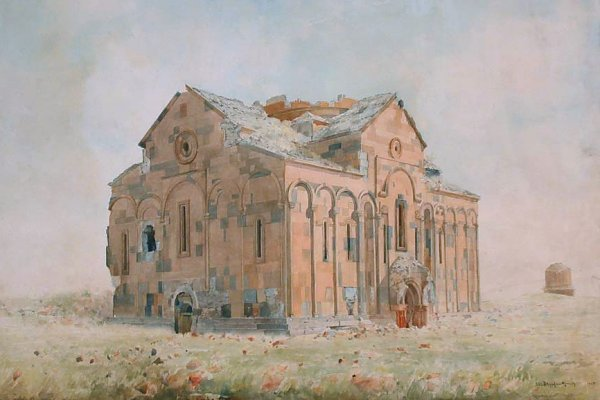
Cattedrale di Ani (1905)
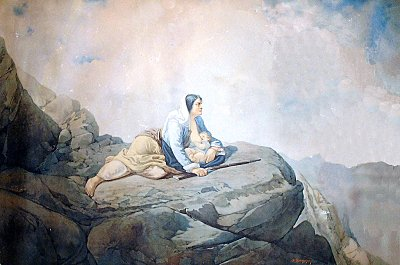
Donna di Sasun
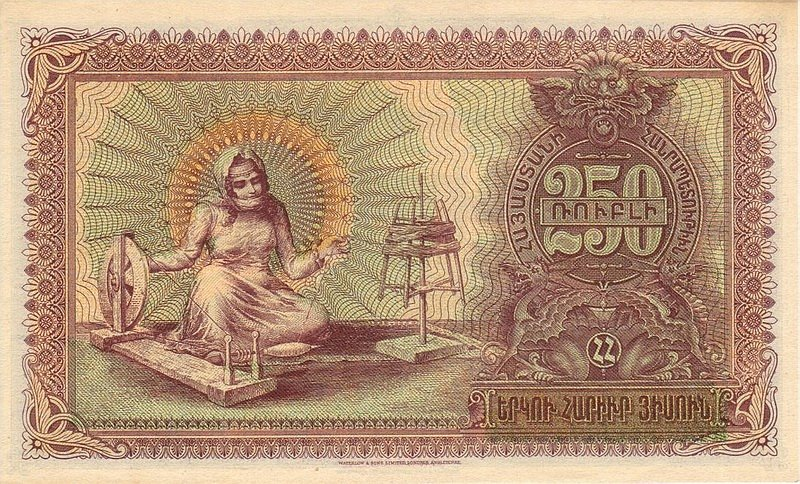
Prima Repubblica di Armenia, banconota da 250 rubli
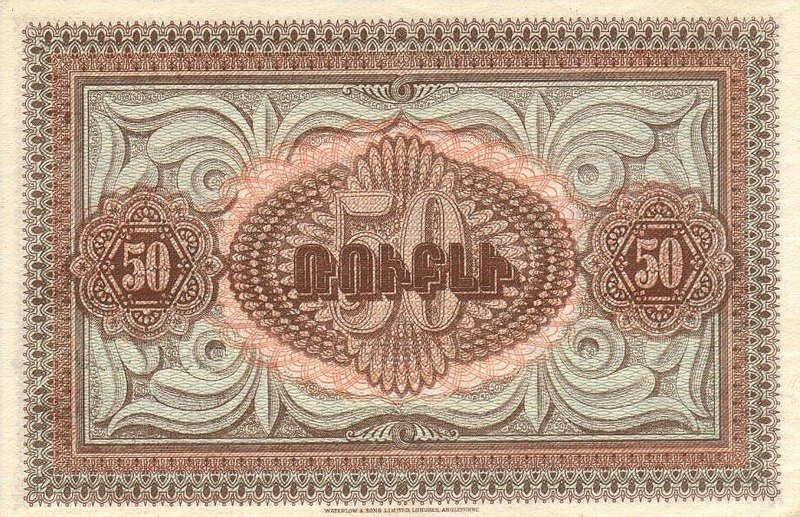
Prima Repubblica di Armenia, banconota da 50 rubli